# Scopelobates sericeus
Genre
Espèce
Synonymes
- Holothele sericea (Simon 1903)

Scopelobates sericeus, unique représentant du genre Scopelobates, est une espèce d'araignées mygalomorphes de la famille des Theraphosidae.

## Distribution
Cette espèce est endémique de République dominicaine.

## Description
La femelle holotype mesure 20 mm.

## Publication originale
- Simon, 1903 : Histoire naturelle des araignées. Paris, vol. 2, p. 669-1080 (texte intégral).